# Albert Bertelsen
Albert Bertelsen (Vejle, 17 novembre 1921 – Vejle, 10 dicembre 2019) è stato un pittore danese.
Bertelsen è soprattutto conosciuto per i suoi dipinti che rappresentano paesaggi e per le sue opere grafiche che hanno una predominanza del colore verde. Le sue opere spesso mostrano le Isole Fær Øer, ma anche la Francia, l'Islanda e la Norvegia gli hanno fornito ispirazione 
Bertelsen inoltre ha studiato oggetti e dipinto ritratti divertenti. Egli ha dichiarato di ritrarre spesso la gente che ha incontrato da bambino e di aver tentato di dipingerle come se le vedesse attraverso gli occhi del bambino. Bertelsen è stato ispirato nella sua arte dall'artista danese Henry Heerup del movimento CO.BR.A.. Tuttavia l'arte di Bertelsen è differente da quella di Heerup. 
Bertelsen è stato un artista molto produttivo ed è ancora oggi attivo. Le sue opere sono ampiamente rappresentate in musei e istituzioni soprattutto in Danimarca, ma anche in Norvegia. 
Ha illustrato numerosi libri. 